# Raise Your Fist and Yell
Raise Your Fist and Yell es el 17º álbum de Alice Cooper, lanzado en 1987 por MCA Records.
El disco incluye el corte "Prince of Darkness", el cual fue incluido en la banda de sonido de la película homónima, del director John Carpenter, cinta en la que Cooper interpreta un pequeño papel, encarnando a un vagabundo asesino.
La canción puede oírse sonando en el walkman de una de sus víctimas, en determinado momento de la película.
Del mismo modo, el disco incluye el tema Lock Me Up, que cuenta con la participación del actor Robert Englund, famoso por dar vida al célebre personaje Freddy Krueger.
Raise Your Fist and Yell sigue una tenue línea conceptual, la cual gira alrededor de un asesino serial anónimo, guardando ciertas similitudes con el álbum Along Came a Spider, que Cooper grabaría décadas más tarde.

## Lista de canciones
Todos los temas por Alice Cooper & Kane Roberts, excepto donde se indica.
1. "Freedom" – 4:09
2. "Lock Me Up" – 3:24
3. "Give the Radio Back" – 3:34
4. "Step on You" – 3:39
5. "Not That Kind of Love" – 3:15
6. "Prince of Darkness" – 5:10
7. "Time to Kill" – 3:39
8. "Chop, Chop, Chop" – 3:06
9. "Gail" (Cooper, Roberts, Kip Winger) – 2:30
10. "Roses on White Lace" – 4:27

## Integrantes
- Alice Cooper - Voz
- Kane Roberts - Guitarra
- Kip Winger - Bajo
- Paul Horowitz - Teclados
- Ken Mary - Batería